# Drimys oblongifolia
Drimys oblongifolia är en tvåhjärtbladig växtart som beskrevs av Kanehira och Hatusima. Drimys oblongifolia ingår i släktet Drimys och familjen Winteraceae. Inga underarter finns listade.